# Las Fraguas
Las Fraguas és una localitat de la província de Sòria, partit judicial de Sòria, Comunitat Autònoma de Castella i Lleó, Espanya. Pertany al municipi de Golmayo.

## Geografia
Aquesta petita població està situada en el centre de la província de Sòria, a l'oest de la capital, en els Turons de Zorraquín que coincideixen amb la divisòria d'aigües entre les conques dels rius Abión, Mallo i Izana, tots a la vall del riu Duero al sud de la Serra de Cabrejas i al nord de la Serra de Hinodejo.
A l'est de la localitat neix el Rierol de la Nava que banya l'Ermita de la Verge d'Inodejo

## Demografia
En l'any 1981 tenia 20 habitants, concentrats en el nucli principal, passant a 14 en 2009, segons l'INE.

## Història
A la caiguda de l'Antic Règim la localitat de constituïx en municipi constitucional en la regió de Castella la Vella, partit de Sòria Municipi Codi INE -42548 que en el cens de 1842 comptava amb 56 llars i 228 veïns.
A la fi del segle XX Entre el Cens de 1970 i l'anterior aquest municipi desapareix perquè s'integra en Golmayo, contava llavors amb 38 llars i 175 habitants.

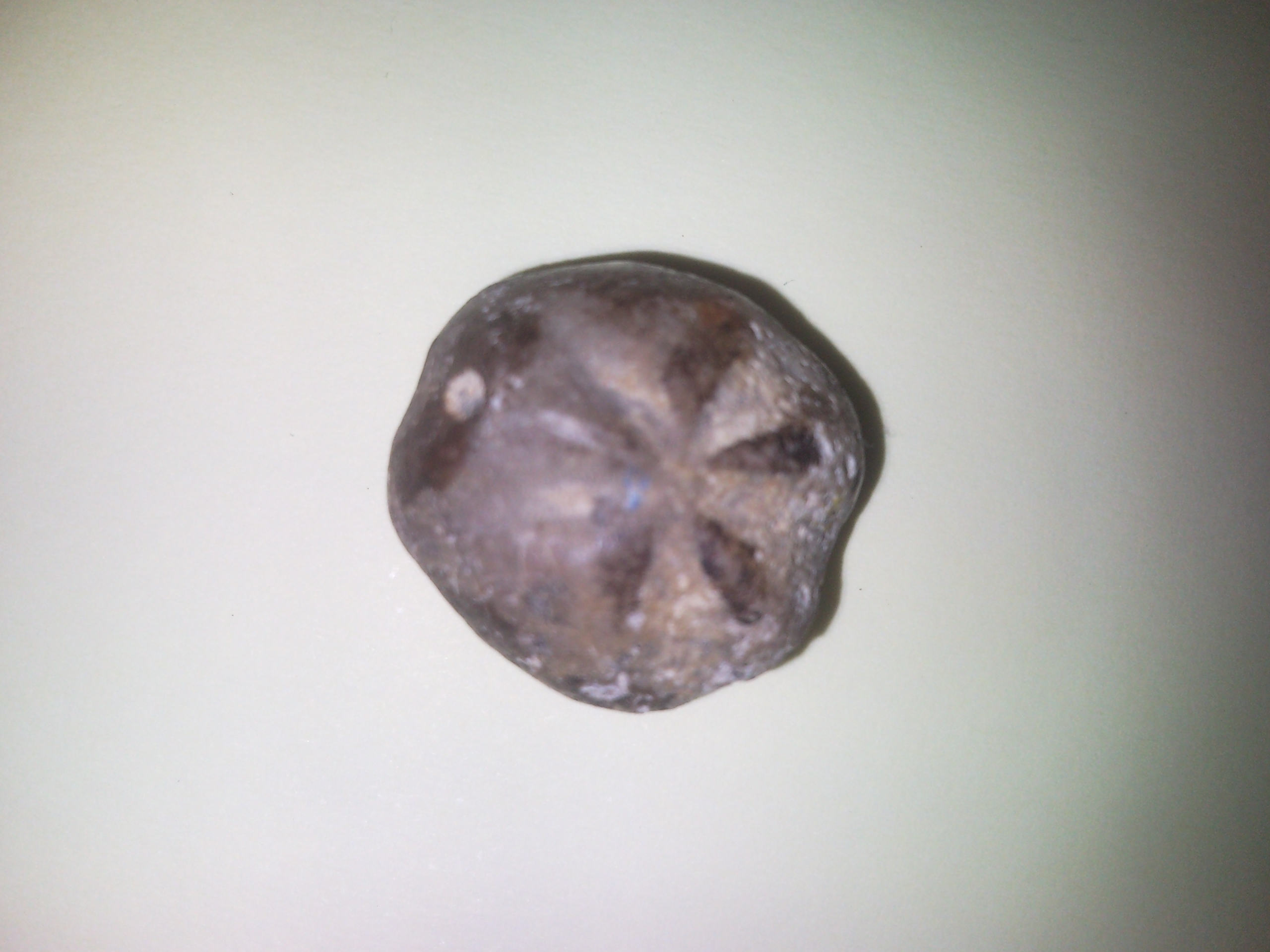
Fossil d'equinoderm trobat al terme de Las Fraguas. També s'anomenen "Pedretes de la Verge"

## Curiositats
En un petit turó pròxim a l'ermita de la Verge d'Inodejo, es troben les "Pedretes de la Verge", que no són altra cosa que fòssils d'equinoderms (Estrelles de mar, eriçons de mar...) de l'Era Terciària.
Hi ha la possibilitat que aquest monticle, sigui realment un túmul iber, i que aquests fòssils no siguin altra cosa que ofrenes al difunt o aixovar funerari.

## Medi ambient
La fauna de Las Fraguas consta del senglar, cabirol, llebre, perdiu, falcó, guineu,... i ocasionalment, algun llop. La flora està composta per l'alzina, la ginebre, el roure, la camamilla, romaní, farigola… També podem trobar diversos boscos de pins, no endèmics de la zona, que van ser plantats per ICONA en la dècada dels 70. La tòfona i gran varietat de bolets i fongs també poblen aquest municipi.

## Monuments
Es poden trobar monuments d'origen religiós, com les creus del Via Crucis, que estan situades des del centre del poble, fins al Santuari la Verge d'Inodejo, situat a 5 km. També, en el poble, es pot visitar l'Església parroquial catòlica de Sant Martí Bisbe.